# Theodor Lewald

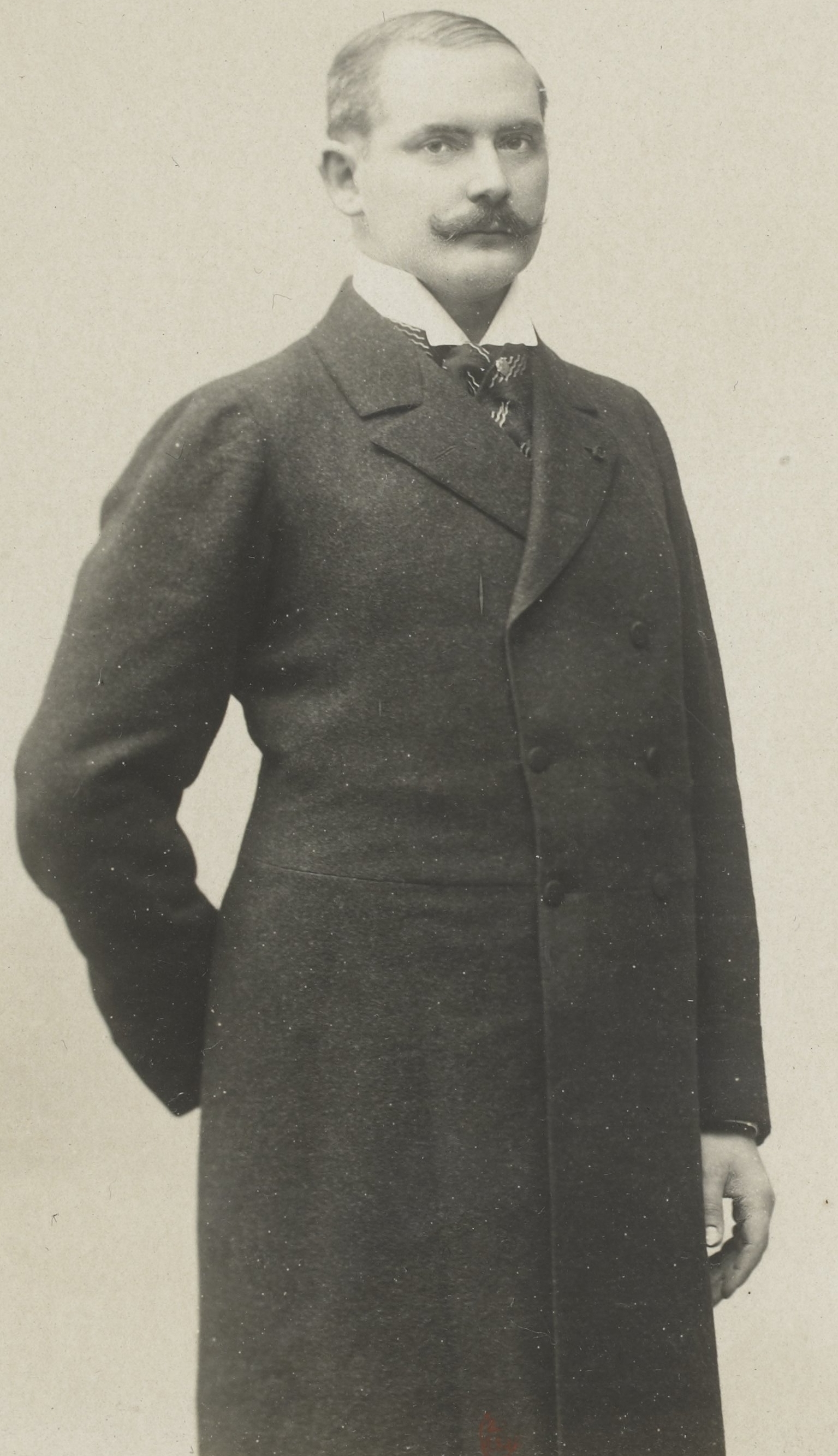
Theodor Lewald nel 1900

Theodor Lewald (Berlino, 18 agosto 1860 – Berlino, 15 aprile 1947) è stato un militare tedesco volontario nella I guerra mondiale, poi membro del Comitato Olimpico Internazionale.

## Biografia
Lewald è nato nel 1860 da una famiglia di origine ebrea. Si arruolò volontario nell'esercito nel 1885. Si ritirò da incarichi governativi nel 1923. Nel 1935 propose di dare il Premio Nobel per la pace a Pierre de Coubertin.

## Olimpiadi del 1936
Lewald divenne un membro del Comitato Olimpico Internazionale nel 1926 e propose la candidatura della Germania alle olimpiadi del 1936. Nel 1932, poco prima dell'ascesa del Partito nazista al potere, Lewald ottenne il permesso per fondare un comitato olimpico tedesco. Nel 1933, a causa delle sue discendenze semitiche, fu cacciato dal comitato olimpico nazionale tedesco.  Lewald ebbe allora un ruolo cerimoniale di consigliere e diede una locuzione formale all'apertura dei giochi della XI Olimpiade a Berlino, nel 1936, anche se aveva protestato per il trattamento riservato agli ebrei tedeschi durante i Giochi, dato che si era schierato affinché gli atleti ebrei tedeschi non venissero esclusi dalla competizione.  L'Olympiastadion di Berlino che venne costruito per i giochi conteneva una campana olimpica dietro suggerimento di Lewald. Theodor Lewald aveva anche realizzato i disegni per la torcia olimpica e stabilito il percorso per portarla da Olimpia a Berlino.
Dopo i Giochi, Sigfrid Edström nominò Lewald Vice-Presidente del Comitato Olimpico Internazionale, ma questi rifiutò dietro pressione del partito nazista.